# La Viña (California)
La Viña es un lugar designado por el censo ubicado en el condado de Madera en el estado estadounidense de California. En el año 2010 tenía una población de 279 habitantes.

## Geografía
La Viña se encuentra ubicado en las coordenadas 36°52′38″N 120°6′45″O / 36.87722, -120.11250.